# Приморская Сена
Приморская Сена (фр. и норманд. Seine-Maritime) — департамент на северо-западе Франции, один из департаментов региона Нормандия. До 18 января 1955 года департамент назывался «Нижняя Сена» (фр. Seine-Inférieure), смена названия была вызвана негативным значением слова «нижняя». Порядковый номер — 76. Административный центр — город Руан. Население — 1 255 883 человека (16-е место среди департаментов, данные 2018 г.).

## География
Департамент Приморская Сена граничит с департаментами Эр, Уаза, Сомма и Кальвадос. Площадь территории — 6278 км². Через департамент протекает река Сена, устье которой находится к югу от Гавра.
Департамент включает 3 округа: Дьеп, Гавр, Руан, а также 35 кантонов и 708 коммун.
Главными городами департамента являются Гавр, Руан, Дьеп, Соттевиль-ле-Руан, Сент-Этьен-дю-Рувре, Ле-Гран-Кевийи, Ле-Пети-Кевийи, Мон-Сен-Эньян, Фекам, Эльбёф.

## История
Нижняя Сена — один из первых 83 департаментов, созданных 4 марта 1790 года согласно закону от 22 декабря 1789. Находится на территории бывшей провинции Нормандия.

## Экономика
В департаменте имеют три промышленные зоны: промышленно-портовая часть Гавра, территория от Лилльбонна до Нотр-Дам-де-Граваншон и от моста Танкарвиль до Руана. В них располагаются крупные предприятия нефтехимии (компании Total, ExxonMobil, Shell), автомобильные заводы корпорации Renault и многие другие. На территории департамента функционируют две АЭС — в Пенли к северу от Дьепа и в Палюэле около Фекама. Порт Гавра является крупнейшим контейнерным портом Франции, также крупными портами являются Руан, Дьеп, Фекам и Ле-Трепор.
Сельское хозяйство: выращивание зерновых, льна, свеклы, рапса; молочное животноводство, в т.ч. производство нормандских сыров. Рыболовство.
Структура занятости населения:
- сельское хозяйство — 1,9 %
- промышленность — 15,1 %
- строительство — 6,7 %
- торговля, транспорт и сфера услуг — 43,3 %
- государственные и муниципальные службы — 33,0 %

Уровень безработицы (2017) — 15,0 % (Франция в целом — 13,4 %). 

Среднегодовой доход на 1 человека, евро (2018) — 21 140 (Франция в целом — 21 730).

## Туризм
Департамент Приморская Сена привлекает туристов своими морскими курортами (Этрета, Фекам, Дьеп, Ле-Трепор), природными парками, многочисленными памятниками истории и архитектуры. Выделяют несколько туристических маршрутов: 
- маршрут аббатств (Гравиль в Гавре, Монтивилье, Валасс в районе Больбека, Сен-Вандриль в Сен-Вандрий-Рансон, Жюмьеж, Сен-Мартен де Бошервиль в районе Барантена);
- маршрут слоновой кости (Дьеп, Ивто);
- маршрут стекла (область Пеи-де-Бре);
- маршрут голубятен (область Пеи-де-Ко);
- маршрут фруктов (долина Сены).

Также представляют интерес замки Арк-ла-Батай (в руинах), Шато д'Этелан рядом с коммуной Порт-Жером-сюр-Сен, Шато де Фильер в районе Сен-Ромен-де-Кольбоска, Шато де Миромениль в 8 км к югу от Дьепа, Шато де Кани в коммуне Кани-Барвиль и Шато де Гальвиль в 16 км к северу от Ивто.
Расположенный на берегу Ла-Манша городок Этрета обладает мировой известностью, благодаря полотнам Клода Моне.
Натуральные продукты Нормандии являются причиной высокой привлекательности департамента Эр для «гастрономического туризма». В департаменте очень хорошо развит «фермерский туризм».
|                   |                          |        |               |      |
| Аббатство Гравиль | Кафедральный собор Руана | Этрета | Шато д'Этелан | Гавр |

## Административное деление
Департамент включает 3 округа, 35 кантонов и 711 коммун.

## Политика
Результаты голосования жителей департамента на Президентских выборах 2022 г.:
1-й тур: Эмманюэль Макрон ("Вперёд, Республика!") — 27,95 %; Марин Ле Пен (Национальное объединение) — 27,65 %;  Жан-Люк Меланшон («Непокорённая Франция») — 21,17 %;  Эрик Земмур («Реконкиста») — 5,19 %; Прочие кандидаты — менее 5 %.
2-й тур: Эмманюэль Макрон — 55,28 % (в целом по стране — 58,55 %); Марин Ле Пен — 44,72 % (в целом по стране — 41,45 %).

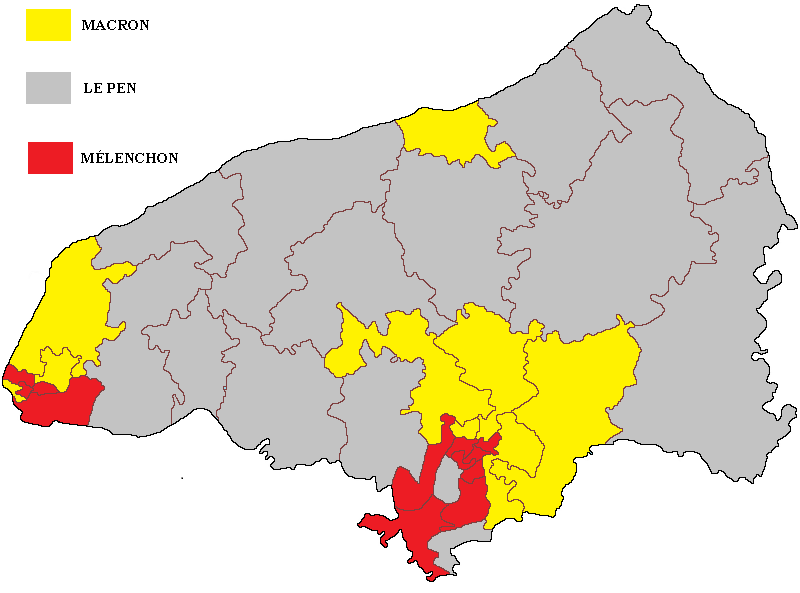
Президентские выборы 2022. Результаты 1 тура (по кантонам)
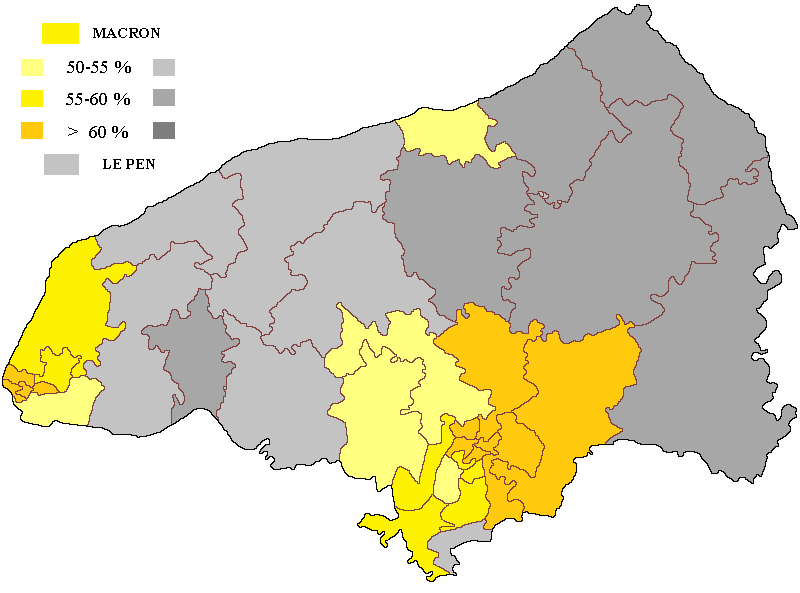
Президентские выборы 2022. Результаты 2 тура (по кантонам)
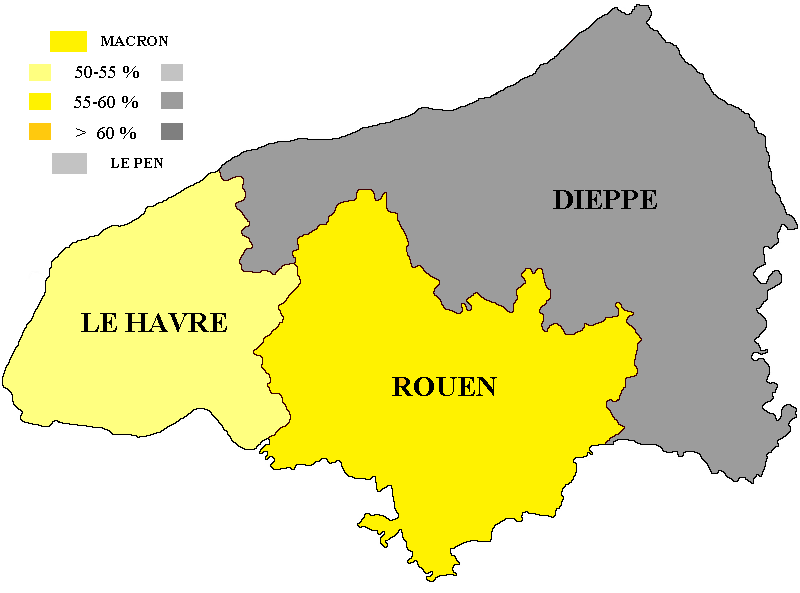
Президентские выборы 2022. Результаты 2 тура (по округам)

(2017 год — 1-й тур: Марин Ле Пен (Национальный фронт) — 24,90 %; Жан-Люк Меланшон («Непокорённая Франция») — 22,20 %; Эмманюэль Макрон ("Вперёд!") — 21,23 %; Франсуа Фийон (Республиканцы) — 17,24 %; Бенуа Амон (Социалистическая партия) — 6,05 %; Прочие кандидаты — менее 5 %. 2-й тур: Эмманюэль Макрон — 60,42 % (в целом по стране — 66,10 %); Марин Ле Пен — 39,58 % (в целом по стране — 33,90 %)).
(2012 год — 1-й тур: Франсуа Олланд (Социалистическая партия) — 29,40 %; Николя Саркози (Союз за народное движение) — 25,02 %; Марин Ле Пен (Национальный фронт) — 18,90 %; Жан-Люк Меланшон (Левый фронт) — 13,20 %; Франсуа Байру (Демократическое движение) — 7,83 %. Прочие кандидаты — менее 5 %. 2-й тур: Франсуа Олланд — 54,94 % (в целом по стране — 51,62 %); Николя Саркози — 45,06 % (в целом по стране — 48,38 %)).
(2007 год — 1-й тур: Николя Саркози (Союз за народное движение) —  28,42 %; Сеголен Руаяль (Социалистическая партия) — 25,91 % ; Франсуа Байру (Союз за французскую демократию) — 17,16 %; Жан-Мари Ле Пен (Национальный фронт) — 11,46 %. 2-й тур: Николя Саркози — 50,20 % (в целом по стране — 53,06 %); Сеголен Руаяль — 49,80 % (в целом по стране — 46,94 %)).
В результате выборов в Национальное собрание в 2022 г. 10 мандатов от департамента Приморская Сена распределились следующим образом: «Вперед, Республика!» — 3, Коммунистическая партия — 3, «Горизонты» — 2, «Непокорённая Франция» — 1, Социалистическая партия — 1. (2017 год — 10 мандатов: «Вперед, Республика!» — 5, Коммунистическая партия — 3, «Республиканцы» — 1, Социалистическая партия — 1. 2012 год — 10 мандатов: СП — 8, СНД — 2. 2007 год — 12 мандатов: СНД — 5, СП — 5, Коммунистическая партия — 2).
На региональных выборах 2021 года в 2-м туре победил «правый блок» во главе с действующим президентом Регионального совета Эрве Мореном, получивший 38,46 % голосов,  второе место занял «левый блок» во главе с Мелани Буланже с 28,27 % голосов, третье — Национальное объединение во главе с Николя Бе — 21,15 %. (2015 год: «левый блок» ― 39,10 %,  «правый блок» ―  33,22 %, Национальный фронт ― 27,68 %).

## Совет департамента
После выборов 2021 года большинством в Совете департамента обладают правые и центристские партии. Президент Совета департамента — Бертран Белланже (Bertrand Bellanger) (Вперёд, Республика!).
Состав Совета департамента (2021—2028):
|  | Партия                        | Кол-во мест |
|  | ----------------------------- | ----------- |
|  | Разные правые                 | 13          |
|  | Республиканцы                 | 10          |
|  | Союз демократов и независимых | 4           |
|  | Действовать (Agir)            | 2           |
|  | Разные центристы              | 1           |
|  | Радикальное движение          | 1           |
|  | Вперёд, Республика!           | 1           |
|  | Социалистическая партия       | 21          |
|  | Коммунистическая партия       | 8           |
|  | Разные левые                  | 7           |
|  | Европа Экология Зелёные       | 2           |